# Master of Puppets
Master of Puppets är Metallicas tredje studioalbum, utgivet den 3 mars 1986. Det producerades av Flemming Rasmussen. Albumet utgavs på LP, kassettband, CD samt bildskiva. Master of Puppets är det sista albumet med Cliff Burton som basist, innan han omkom i en bussolycka i Sverige den 27 september 1986.

## Beskrivning
Master of Puppets innehåller några av Metallicas mest kända låtar, däribland "Master of Puppets" och "Battery". Albumets omslag visar en bild på en krigskyrkogård.
Albumet är nästan ett konceptalbum med tanke på att temat återspeglar titeln på albumet i de flesta sånger där människor behandlas som marionetter, det vill säga människor som blir styrda av andra människor eller av idéer och ideologier. "Battery" handlar om hänsynslöst våld; "Master of Puppets" handlar om kokainberoende och "The Thing That Should Not Be" är baserad på H.P. Lovecrafts skräckhistorier. "Welcome Home (Sanitarium)", som troligtvis hämtat inspiration från Ken Keseys roman Gökboet, handlar om att vara inlåst på ett mentalsjukhus; "Disposable Heroes" handlar om soldater som utnyttjas av samvetslösa krigsherrar; "Leper Messiah" handlar om präster som utnyttjar folks tro på Gud för att tjäna pengar och tillskansa sig makt; "Orion" är en instrumental låt och "Damage, Inc." handlar om yrkesmördare som till största delen dödar sina offer för nöjes skull.
De två föregående albumen, Kill 'em All och Ride the Lightning, innehåller låtar med Dave Mustaine och detta anges även på skivan. Enligt Mustaine skall han även ha del i låten "Leper Messiah", men här går åsikterna isär.

## Låtlista
All sångtext är skriven av James Hetfield. 
| 1. | Battery                      | James Hetfield, Lars Ulrich                             | 5:12 |
| 2. | Master of Puppets            | James Hetfield, Lars Ulrich, Cliff Burton, Kirk Hammett | 8:36 |
| 3. | The Thing That Should Not Be | James Hetfield, Lars Ulrich, Kirk Hammett               | 6:37 |
| 4. | Welcome Home (Sanitarium)    | James Hetfield, Lars Ulrich, Kirk Hammett               | 6:27 |

| 5.           | Disposable Heroes    | James Hetfield, Lars Ulrich, Kirk Hammett               | 8:17  |
| 6.           | Leper Messiah        | James Hetfield, Lars Ulrich                             | 5:40  |
| 7.           | Orion (Instrumental) | James Hetfield, Lars Ulrich, Cliff Burton               | 8:28  |
| 8.           | Damage, Inc.         | James Hetfield, Lars Ulrich, Cliff Burton, Kirk Hammett | 5:29  |
| Total längd: | Total längd:         | Total längd:                                            | 54:46 |

| 9.           | Battery (Live in Seattle 1989)                      | 4:53  |
| 10.          | The Thing That Should Not Be (Live in Seattle 1989) | 7:02  |
| Total längd: | Total längd:                                        | 66:41 |

## Medverkande
- James Hetfield – sång, gitarr
- Lars Ulrich – trummor
- Cliff Burton – basgitarr
- Kirk Hammett – gitarr